# Psicosis anfetamínica
La psicosis anfetamínica es un tipo de psicosis provocada por el cansancio psíquico tras el abuso prolongado de anfetaminas. Este tipo de psicosis suele caracterizarse porque el sujeto sufre paranoias persecutorias o que atentan contra su persona, varían según la personalidad de cada persona; desde agresividad incontrolada hasta depresión, con ideas delirantes o paranoicas, también suele ir acompañada de alucinaciones auditivas y visuales ya que el cerebro no percibe correctamente las señales de los sentidos.

## Sintomatología
Los síntomas de la psicosis anfetamínica se parecen a los de la esquizofrenia paranoide. En ambos casos suele presentarse inquietud, irritabilidad y alta sensibilidad perceptiva, que pueden derivar en delirios de persecución, ideas de referencia y alucinaciones visuales; el afecto apropiado, una conciencia clara, hipersensibilidad o ausencia de trastorno del pensamiento distinguen a la psicosis anfetamínica de la esquizofrenia.  
Los métodos de diagnóstico más fiables son las pruebas específicas de laboratorio que detectan la anfetamina en la orina. A falta de una historia fiable, un análisis de orina o signos físicos obvios, la psicosis anfetamínica sólo es reconocible en retrospectiva, cuando los síntomas desaparecen rápidamente; en general a los pocos días, a lo sumo semanas después de haber retirado la droga. La suspicacia y la tendencia a la interpretación errónea y las ideas de referencia pueden persistir meses después de que haya desaparecido la psicosis manifiesta. La psicosis suele tener lugar mientras el abusador toma grandes cantidades de anfetaminas, pero también hay raros informes de psicosis paranoides relacionadas con la abstinencia.